# Шаровка (Белебеївський район)
Ша́ровка (рос. Шаровка, башк. Шаровка) — присілок у складі Белебеївського району Башкортостану, Росія. Входить до складу Шаровської сільської ради.
Населення — 365 осіб (2010; 340 в 2002).
Національний склад:
- росіяни — 39 %
- чуваші — 33 %